# Diocèse de Laï
Le diocèse de Laï (en latin : Dioecesis Laiensis), au Tchad, épouse les limites de la région de la Tandjilé.

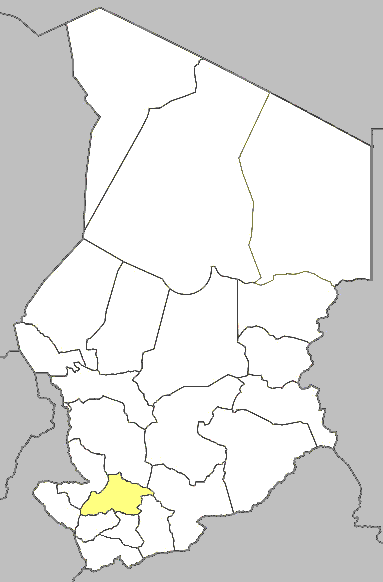
Carte du diocèse de Laï

## Historique
Le diocèse de Laï est créé le 28 novembre 1998, par détachement de ceux de Doba et de Moundou.

## Liste des évêques
- 28 novembre 1998 - 10 octobre 2018 : Miguel Angel Sebastián Martínez, MCCI (nommé évêque de Sarh).
- 14 décembre 2019 - : Nicolas Nadji Bab, prêtre du clergé de Laï, administrateur du diocèse depuis novembre 2018[1].

## Situation actuelle
- Évêque : Miguel A. Sebastian Martinez
- Nombre de paroisses : 12 (2013)
- Population: 682 817 (2009)
- 53 % de catholiques.
- 30 % de protestants.
- 10 % de musulmans.
- 7 % d'animistes.

Malgré l'extension du christianisme et de l'islam dans la région, les pratiques des cultes ancestraux 
(divination, initiation, sorcellerie, magie) restent encore présentes.
Densité : 25 habitants/km2
Taux d'alphabétisation : 7 %
Taux de scolarisation : 47 %